# Simplicomorpha gigantorhabditis
Simplicomorpha gigantorhabditis är en plattmaskart som beskrevs av Jürgen Dörjes 1968. Simplicomorpha gigantorhabditis ingår i släktet Simplicomorpha och familjen Haploposthiidae. Inga underarter finns listade i Catalogue of Life.